# Xã Potamo, Quận Lake of the Woods, Minnesota
Xã Potamo (tiếng Anh: Potamo Township) là một xã thuộc quận Lake of the Woods, tiểu bang Minnesota, Hoa Kỳ. Năm 2010, dân số của xã này là 107 người.